# ووادیسواف شلوینسکی
ووادیسواف شلِوینسکی (لهستانی: Władysław Ślewiński؛ ‏ تلفظ لهستانی: [vwaˈdɨswaf]؛ ‏ ۱ ژوئن ۱۸۵۶ – ۲۷ مارس ۱۹۱۸) نقاش و استاد دانشگاه اهل لهستان بود. او از شاگردان گوگن و از چهره‌های برجستهٔ جنبش لهستان جوان بود.